# (73135) 2002 GG75
(73135) 2002 GG75 – planetoida z pasa głównego asteroid okrążająca Słońce w ciągu 3,52 lat w średniej odległości 2,31 j.a. Odkryta 9 kwietnia 2002 roku.